# Vester Horne Herred
Vester Horne Herred var et herred i Ribe Amt. Herreddet opstod i middelalderen omkring 1300 da Hornshæreth blev delt i Øster-, Vester Horne Herred i Ribe Amt, og Nørre Horne Herred i Ringkøbing Amt. Det hørte det under Vardesyssel. Senere kom det først under Varde Len og senere under Riberhus Len. Fra 1660 var det under Riberhus Amt.
I herredet ligger købstaden Varde og følgende sogne:
- Billum Sogn
- Henne Sogn
- Ho Sogn
- Janderup Sogn
- Kvong Sogn
- Lunde Sogn
- Lydum Sogn
- Lønne Sogn
- Mosevrå Kirkedistrikt (Ej vist på kort)
- Nørre Nebel Sogn
- Oksby Sogn
- Ovtrup Sogn
- Varde Sogn
- Ål Sogn